# جيمس إيرلي
جيمس إيرلي (بالإنجليزية: James M. Early)‏ (25 يوليو 1922،  12 يناير 2004) مهندس أمريكي مشهور بأعماله الخاصة بالترانزستورات وجهاز اقتران الشحنة، وهو معروف أيضًا باسم جيم إيرلي.

## السيرة الذاتية
ولد إيرلي في 25 يوليو عام 1922 في سيراكيوز، نيويورك.
سُمي تأثير إيرلي في الترانزستور ثنائي القطبية نسبةً إليه، حيث كان أول من درس هذا التأثير ونشر ورقة بحثية عنه في عام 1952. كما قام بتطوير الترانزستورات المستخدمة في القمر الصناعي الأمريكي الأول للإتصالات التجارية (تيلستار). توفي في 12 يناير / كانون الثاني 2004 في بالو ألتو بكاليفورنيا.